# ゾーンバーグ・ファイスト
ゾーンバーグ・ファイスト（英: Thornburg Feist）は、アメリカ合衆国のノースカロライナ州原産のツリーイング・ドッグ犬種である。

## 歴史
1940年代に狩り好きサークルのメンバーにより作出された。飼育が経済的な小型犬で且つ有能なファイストを目指して作られ、サークルのメンバーが飼っていたファイスト系の雄犬を、その隣人が飼っていたファイスト系の雌犬と、もう一人のサークルメンバーが飼っていた雌犬と掛け合わせて作出された。隣人ともう一人のサークルメンバーの苗字が「ゾーンバーグ」であったことから、この犬種名がつけられた。1980年代に入ると、後者のゾーンバーグの息子がブリーディングプログラムを受け継ぎ、彼の愛犬であるバッグ号（この犬もファイスト系の犬である）の血が加えられ、現在の姿になった。
主にリスやフクロネズミといった小型の動物を狩るが、時にアライグマを狩ることもある。パックで獲物のにおいを追跡し、発見すると追いかけて獲物を木の上へ追い詰める。においの追跡中と発見して追いかける際には全く吠え声を出さないが、木の上へ追い詰めた後は非常に大きな吠え声を出し続け、獲物が逃げられないようにする。身動きが取れなくなった獲物は駆けつけた主人によって木から振り落とされ、本種が自ら仕留める。
アメリカでも数が少なく珍しい犬種のひとつで、ほぼ全てが実猟犬として飼育されている。アメリカ国外ではまず飼育されていない。

## 特徴
引き締まったコンパクトな体を持つ、軽量な犬である。脚の長さは普通だが、やや細めで走るのが速い。マズルは短めで、耳は立ち耳か半垂れ耳。尾は垂れ尾だが、時々無尾のものも生まれる。又、尾がある場合、半分程度の長さに断尾されることもある。コートはショートコートで、毛色はホワイト・アンド・レッド、ホワイト・アンド・ブラック、ブラック・アンド・ブラウン、レッド、トライカラー、ブルーティック（ブルーローン・アンド・ブルー）とバリエーションが豊かである。体高33〜43cmの小型犬で、性格は明朗で利口、主人家族に対して友好的である。ファイスト種の犬であるため猟犬として繰り出されると気が強くなり、勇敢で執拗なまでに獲物を追い続ける。しつけの飲み込みは普通だが状況判断力はよく、ペットとして飼う事も可能である。ただし、もとが猟犬であるため吠え声は大きく、小動物を見ると猟犬気質が露になるので注意が必要である。運動量は普通である。